# Saison 4 de Vampire Diaries
Chronologie
Saison 3 Saison 5
Cet article présente les vingt-trois épisodes de la quatrième saison de la série télévisée américaine Vampire Diaries (The Vampire Diaries).

## Synopsis
À la suite de son accident de voiture survenu sur le pont Wickery, Elena est morte. Mais elle revient à la vie et s'aperçoit qu'elle s'apprête à muter en vampire ; en effet, peu avant son accident, elle avait été victime d'une violente commotion cérébrale et soignée avec du sang de vampire (celui de Damon) par le Dr Meredith Fell. Stefan est prêt à tout pour qu'Elena redevienne humaine, quitte à chercher un remède contre le vampirisme, à l'inverse de Damon qui lui, souhaite encourager Elena à poursuivre sa nouvelle vie de vampire. Pendant ce temps, à Mystic Falls, un nouveau chasseur de vampires apparaît, menaçant les vies de nos héros. Stefan et Klaus se lancent à la recherche du remède contre le vampirisme afin de guérir Elena de sa condition de vampire, avant que celle-ci ne perde son humanité et afin que Klaus puisse à nouveau créer des hybrides. Elena se rapproche de plus en plus de Damon, se rendant compte qu'elle a bien plus en commun avec lui qu'avec Stefan.
Cependant, Stefan et Caroline s'aperçoivent et comprennent qu'Elena est liée à Damon car c'est grâce au sang de ce dernier qu'elle a été transformée en vampire.
En cherchant le remède contre le vampirisme, ils découvrent qu'il n'existe qu'une dose de remède et que tout le monde la recherche, y compris Katherine, le double maléfique d'Elena. En allant chercher le remède aux confins du monde, enterré dans le tombeau d'un ancien et très puissant sorcier, Silas, Jeremy est tué. Ne se remettant pas de la mort du dernier membre de sa famille, Elena fait taire ses émotions n'ayant plus  aucune part d'humanité en elle. Elle devient aussi amie avec Rebekah, avec qui elle était ennemie auparavant. Stefan et Damon tentent par tous les moyens de lui rendre son humanité.
Lors du dernier épisode de cette saison, tout le monde a obtenu son diplôme, humains comme vampires. Elena, qui devait faire son choix entre les frères Salvatore, a choisi Damon. Stefan, attristé par cette nouvelle, décidera de quitter Mystic Falls pour aller vivre ailleurs. Mais il découvrira le lien horrible qui le lie au sorcier Silas : en effet, tout comme Katherine et Elena qui sont des doubles Petrova, Stefan est le double de Silas...

## Distribution

### Acteurs principaux
- Nina Dobrev (VF : Caroline Lallau) : Elena Gilbert / Katherine Pierce
- Paul Wesley (VF : Stéphane Pouplard) : Stefan Salvatore / Silas
- Ian Somerhalder (VF : Cédric Dumond) : Damon Salvatore
- Steven R. McQueen (VF : Fabrice Fara) : Jeremy Gilbert
- Katerina Graham (VF : Stéphanie Hédin) : Bonnie Bennett
- Candice Accola (VF : Fily Keita) : Caroline Forbes
- Michael Trevino (VF : Donald Reignoux) : Tyler Lockwood
- Zach Roerig (VF : Yann Peira) : Matt Donovan
- Joseph Morgan (VF : Sébastien Desjours) : Niklaus « Klaus » Mikaelson

### Acteurs récurrents
- Claire Holt (VF : Adeline Moreau) : Rebekah Mikaelson
- David Alpay (VF : Sylvain Agaësse) : le professeur Atticus Shane (12 épisodes)
- Grace Phipps (VF : Caroline Pascal) : April Young (10 épisodes)
- Phoebe Tonkin (VF : Charlotte Corréa) : Hayley Marshall (8 épisodes)
- Marguerite MacIntyre (VF : Emmanuèle Bondeville) : Elizabeth « Liz » Forbes (7 épisodes)
- Todd Williams (VF : Jean-Baptiste Anoumon) : Connor Jordan (7 épisodes)
- Susan Walters (VF : Ariane Deviègue) : Carol Lockwood (5 épisodes)
- Nathaniel Buzolic (VF : Nathanel Alimi) : Kol Mikaelson (5 épisodes)
- Charlie Bewley (VF : Adrien Antoine) : Galen Vaughn (5 épisodes)
- Rick Worthy (en) (VF : Frantz Confiac) : Rudy Hopkins, le père de Bonnie (5 épisodes)
- Daniel Gillies (VF : Arnaud Arbessier) : Elijah Mikaelson (4 épisodes)
- Arielle Kebbel (VF : Dorothée Pousséo) : Alexia « Lexi » Branson (4 épisodes)
- Jasmine Guy (VF : Évelyne Grandjean) : Sheila Bennett (4 épisodes)
- Alyssa Diaz (VF : Jessica Monceau) : Kimberly (4 épisodes)

### Invités
- Matt Davis (VF : Alexis Victor) : Alaric Saltzman (3 épisodes)
- Torrey DeVitto (VF : Véronique Desmadryl) : Dr Meredith Fell (3 épisodes)
- Michael Reilly Burke (VF : Lionel Tua) : le pasteur Young (épisode 1 et voix seulement épisode 2)
- Lex Shontz (VF : Jean-Alain Velardo) : l'adjoint Adams (épisode 1)
- Randall Taylor : le pasteur McGinnis (épisode 2)
- Nicci Faires : Heather (épisode 3)
- Paul Telfer (VF : Nicolas Djermag) : Alexander (épisodes 4, 22 et 23)
- Michael Lee Kimel : Nate (épisodes 4 et 5)
- Morgan Pelligrino : l'étudiante à la fac (épisode 4)
- Blake Hood (en) (VF : Pascal Nowak) : Dean (épisode 5)
- Ser'Darius Blain (VF : Namakan Koné) : Chris (épisode 6)
- Erin Beute : Miranda Gilbert (épisode 6)
- Gabrielle Douglas : la fille (épisode 7)
- Micah Parker : Adrian (épisodes 8, 9 et 23)
- Madeline Zima : Charlotte (épisode 8)
- Adina Porter (VF : Maïk Darah) : Nandi Lamarche (épisode 8)
- Persia White (VF : Anne Rondeleux) : Abby Bennett Wilson, la mère de Bonnie (épisode 12)
- Camille Guaty : Kathleen Shane (épisodes 13 et 14)
- John Gabriel : Massak (épisodes 13 et 14)
- Aaron Jay Rome (VF : Sam Salhi) : Will (épisodes 16 et 17)
- Cynthia Addai-Robinson : Aja (épisodes 17 et 23)
- Emily Morris : Lanie (épisode 18)
- Scott Parks (apparence physique) et Jason Spisak (en) (voix seulement) (VF : Boris Rehlinger) : Silas (épisodes 19, 21 et 22)
- Charles Michael Davis (VF : Namakan Koné) : Marcellus « Marcel » Gerard (épisode 20)
- Daniella Pineda : Sophie Deveraux (épisode 20)
- Leah Pipes (VF : Barbara Delsol) : Camille O'Connell (épisode 20)
- Malaya Rivera Drew : Jane-Anne Deveraux (épisode 20)
- Callard Harris : Thierry Vanchure(épisode 20)
- Eka Darville : Diego (épisode 20)
- Karen Kaia Livers : Agnes (épisode 20)

## Production

### Casting
L'actrice Claire Holt a obtenu un rôle principal lors de la saison.
Les acteurs Todd Williams, Phoebe Tonkin, Grace Phipps, David Alpay, Alyssa Diaz, Rick Worthy (en) et Charlie Bewley ont obtenu un rôle récurrent lors de cette saison.
Les acteurs Blake Hood (en), Gabrielle Douglas, Camille Guaty et Cynthia Addai-Robinson ont obtenu un rôle d'invité le temps d'un à trois épisodes.

### Diffusions
- Aux États-Unis, elle est diffusée depuis le 11 octobre 2012 sur The CW.
- Au Canada, elle est diffusée le même jour sur CTV Two, puis le lendemain sur MuchMusic.
- En France, depuis le 6 septembre 2013 sur NT1, à raison de 3 épisodes par semaine.
- Au Québec, depuis le 1er mars 2015 sur V.

## Liste des épisodes

### Épisode 1:La Renaissance
- États-Unis /  Canada : 11 octobre 2012 sur The CW[11] / CTV Two
- Suisse : 29 août 2013 sur RTS Deux
- France : 6 septembre 2013 sur NT1[12]
- Belgique : 17 octobre 2013 sur AB3[réf. souhaitée]
- Québec : 1er mars 2015 sur V

- États-Unis : 3,2 millions de téléspectateurs[13] (première diffusion)
- France : 451 000 téléspectateurs[14] (première diffusion)

- Michael Reilly Burke (le pasteur Young)
- Lex Shontz (l'adjoint Adams)
- Susan Walters (Carol Lockwood)
- Marguerite MacIntyre (Shérif Elizabeth Forbes)
- Torrey DeVitto (Dr Meredith Fell)
- Claire Holt (Rebekah)

À la suite de l'accident de voiture survenu sur le pont et provoqué par Rebekah, Elena est morte en ayant du sang de Damon dans son système sanguin ; elle est donc sur le point de devenir un vampire. Bonnie tente par tous les moyens d’empêcher la transformation d'Elena. Cette dernière est catégorique : elle ne veut pas devenir un vampire et refuse donc de boire du sang. Caroline se rend compte que Tyler est en fait Klaus lorsqu'ils s'embrassent. Caroline, Stefan, Elena, Rebekah et d'autres vampires sont séquestrés par le conseil qui diffuse de la veine de Vénus dans leurs cellules. Alors que Damon tente de tuer Matt, Elena se nourrit de sang humain grâce à l'aide de Stefan et Rebekah.

### Épisode 2:La Lueur des lanternes
- États-Unis /  Canada : 18 octobre 2012 sur The CW / CTV Two
- Suisse : 29 août 2013 sur RTS Deux
- France : 6 septembre 2013 sur NT1[12]
- Québec : 8 mars 2015 sur V

- États-Unis : 2,9 millions de téléspectateurs[15] (première diffusion)
- France : 451 000 téléspectateurs[14] (première diffusion)

- Michael Reilly Burke (le pasteur Young)
- Randall Taylor (le pasteur McGinnis)
- Susan Walters (Carol Lockwood)
- Marguerite MacIntyre (Shérif Elizabeth Forbes)

### Épisode 3:La Rage aux corps
- États-Unis /  Canada : 25 octobre 2012 sur The CW / CTV Two
- Suisse : 5 septembre 2013 sur RTS Deux
- France : 6 septembre 2013 sur NT1[12]
- Québec : 15 mars 2015 sur V

- États-Unis : 2,87 millions de téléspectateurs[16] (première diffusion)
- France : 400 000 téléspectateurs[14] (première diffusion)

- Nicci Faires (Heather)
- Susan Walters (Carol Lockwood)
- Claire Holt (Rebekah)
- Torrey DeVitto (Dr Meredith Fell)

Rebekah s'amuse à compliquer la vie d'Elena. Pendant ce temps, Connor demande à Matt qui est le vampire qui l'a mordu ; celui-ci répond que c'est Rebekah, qui organise alors une fête. Le chasseur en profite pour prendre à Tyler du venin de loup garou qu'il ajoute dans la fontaine à champagne de la fête, à laquelle boivent Rebekah et Elena. Les deux femmes sont donc malades et Elena est mourante. Klaus la sauve, ordonne à ses hybrides de surveiller Tyler et part avec Damon à la recherche de Connor. Quand Connor parle de son tatouage invisible, Damon ne comprend rien mais Klaus dit qu'il est l'un des cinq et enlève Connor.

### Épisode 4:La Confrérie des cinq
- États-Unis /  Canada : 1er novembre 2012 sur The CW / CTV Two
- Suisse : 5 septembre 2013 sur RTS Deux
- France : 13 septembre 2013 sur NT1[réf. souhaitée]
- Québec : 22 mars 2015 sur V

- États-Unis : 3,27 millions de téléspectateurs[17] (première diffusion)
- France : 401 000 téléspectateurs[18] (première diffusion)

- Paul Telfer (Alexander)
- Jeremy Palko (Frankie)
- Claire Holt (Rebekah)

### Épisode 5:Le Prix du sang
- États-Unis /  Canada : 8 novembre 2012 sur The CW / CTV Two
- Suisse : 12 septembre 2013 sur RTS Deux
- France : 13 septembre 2013 sur NT1[réf. souhaitée]
- Québec : 29 mars 2015 sur V

- États-Unis : 3,02 millions de téléspectateurs[19] (première diffusion)
- France : 400 000 téléspectateurs[18] (première diffusion)

- Blake Hood (en) (Dean)

### Épisode 6:Au bord du précipice
- États-Unis /  Canada : 15 novembre 2012 sur The CW / CTV Two
- Suisse : 12 septembre 2013 sur RTS Deux
- France : 13 septembre 2013 sur NT1[réf. souhaitée]
- Québec : 5 avril 2015 sur V

- États-Unis : 2,84 millions de téléspectateurs[20] (première diffusion)
- France : 470 000 téléspectateurs[18] (première diffusion)

### Épisode 7:L'Apprenti chasseur
- États-Unis /  Canada : 29 novembre 2012 sur The CW / CTV Two
- Suisse : 19 septembre 2013 sur RTS Deux
- France : 20 septembre 2013 sur NT1[réf. souhaitée]
- Québec : 12 avril 2015 sur V

- États-Unis : 2,86 millions de téléspectateurs[21] (première diffusion)
- France : 398 000 téléspectateurs[22] (première diffusion)

### Épisode 8:Conquise ou Soumise
- États-Unis /  Canada : 6 décembre 2012 sur The CW / CTV Two
- Suisse : 19 septembre 2013 sur RTS Deux
- France : 20 septembre 2013 sur NT1[réf. souhaitée]
- Québec : 19 avril 2015 sur V

- États-Unis : 2,42 millions de téléspectateurs[23] (première diffusion)
- France : 400 000 téléspectateurs[22] (première diffusion)

- Madeline Zima (Charlotte)
- Adina Porter (Nandi LaMarche)
- Micah Parker (Adrian)

Elena et Damon ont passé la nuit ensemble. Après leur réveil et le départ d’Elena, Stefan arrive chez lui et explique à Damon qu’elle lui est asservie grâce au même lien qui unit Klaus à ses hybrides. Stefan propose à Damon un test pour vérifier, qui s'avère concluant. Les deux frères partent pour la Nouvelle-Orléans, où ils espèrent trouver une façon de briser ce lien.
Elena, Caroline et Bonnie font une soirée entre filles qui se termine par l’aveu d’Elena à propos de sa soirée avec Damon. Caroline révèle alors à Elena qu’elle est liée à Damon.
Pendant ce temps, Tyler confronte une des hybrides de Klaus et la situation devient rapidement violente. L’hybride capture Caroline pour essayer de prouver qu’elle est la chef. Cependant, Tyler et Elena la sauvent et celui-ci s’impose comme chef.
À la Nouvelle-Orléans, une sorcière dit à Damon que la seule façon de rompre le lien est d'annoncer à Elena qu'elle doit vivre sans lui. Elle lui dit aussi que le lien ne se crée qu’avec un vampire qui avait des sentiments lors de sa vie humaine pour son créateur. Lorsque Damon revient, Elena devine qu’il veut rompre et elle essaye de le convaincre que ses sentiments pour lui sont réels.
- Lors des premières minutes de l'épisode, il est possible d'entendre la musique Eyes On Fire de Blue Foundation. Musique étant entendue également dans Twilight : Fascination.

### Épisode 9:La Force vitale
- États-Unis /  Canada : 13 décembre 2012 sur The CW / CTV Two
- France : 20 septembre 2013 sur NT1[réf. souhaitée]
- Suisse : 26 septembre 2013 sur RTS Deux
- Québec : 26 avril 2015 sur V

- États-Unis : 2,81 millions de téléspectateurs[24] (première diffusion)
- France : 470 000 téléspectateurs[22] (première diffusion)

- Micah Parker (Adrian)

### Épisode 10:Cours particuliers
- États-Unis /  Canada : 17 janvier 2013 sur The CW / CTV Two
- Suisse : 26 septembre 2013 sur RTS Deux
- France : 27 septembre 2013 sur NT1[réf. souhaitée]
- Québec : 3 mai 2015 sur V

- États-Unis : 2,95 millions de téléspectateurs[25] (première diffusion)
- France : 506 000 téléspectateurs[26] (première diffusion)

- Marguerite MacIntyre (Shérif Elizabeth Forbes)
- Erin Aine Smith (la livreuse de pizza)

Rebekah apparaît en n’étant pas attendue à l’école et force Stefan, Elena et Caroline à répondre à ses questions en lien avec le remède. Elle oblige Elena à révéler la nature de ses sentiments envers chacun des deux frères à Stefan.

### Épisode 11:La Chasse au remède
- États-Unis /  Canada : 24 janvier 2013 sur The CW / CTV Two
- France : 27 septembre 2013 sur NT1[réf. souhaitée]
- Suisse : 3 octobre 2013 sur RTS Deux
- Québec : 10 mai 2015 sur V

- États-Unis : 2,71 millions de téléspectateurs[27] (première diffusion)
- France : 470 000 téléspectateurs[26] (première diffusion)

- Marguerite MacIntyre (Shérif Elizabeth Forbes)
- David Ryan Shipman (l'homme mystère)

Alors que Jeremy refuse de jouer le jeu que lui impose Klaus, ce dernier hypnotise les nouveaux vampires pour qu'ils se lancent à la poursuite de Matt, décrétant que si Jeremy veut que Matt survive, il devra tuer ces vampires. Les deux jeunes gens s'enfuient jusqu'au chalet des Gilbert, aidés par Damon puis Elena. Les vampires disparaissent finalement pour se protéger du soleil. Jeremy et Damon retournent au bar où Klaus les a transformés durant la journée, mais ils arrivent trop tard, Kol ayant déjà massacré leurs cibles. Après s'être battu avec Jeremy, ce dernier s'enfuit, blessé au bras. Kol Mikaelson contraint Damon : il lui demande de tuer Jeremy, évitant ainsi d'être frappé lui-même par la malédiction des Chasseurs. Stefan sauve de peu le frère d'Elena en brisant la nuque de Damon. Il finit par l'enfermer dans la cave du manoir, après l'avoir vidé de son sang, le rendant ainsi trop faible pour bouger. Klaus rend visite à Jeremy et Elena pour leur offrir sa protection contre Kol, mais les Gilbert refusent. Elena finit par proposer à Jeremy de tuer Kol et donc les milliers de vampires qu'il a engendré, complétant ainsi son tatouage.

### Épisode 12:Originellement vôtre
- États-Unis /  Canada : 31 janvier 2013 sur The CW / CTV Two
- France : 27 septembre 2013 sur NT1[réf. souhaitée]
- Suisse : 3 octobre 2013 sur RTS Deux
- Québec : 17 mai 2015 sur V

- États-Unis : 2,56 millions de téléspectateurs[28] (première diffusion)
- France : 500 000 téléspectateurs[26] (première diffusion)

- Persia White (Abby Bennett Wilson)

### Épisode 13:L'Île du bout du monde
- États-Unis /  Canada : 7 février 2013 sur The CW / CTV Two
- France : 4 octobre 2013 sur NT1[réf. souhaitée]
- Suisse : 10 octobre 2013 sur RTS Deux
- Québec : 24 mai 2015 sur V

- États-Unis : 2,5 millions de téléspectateurs[29] (première diffusion)
- France : 451 000 téléspectateurs[30] (première diffusion)

- Camille Guaty (Caitlin Shane)
- John Gabriel Rodriquez (Massak)

La marque de Jeremy est complète. Le groupe, composé d'Elena, Stefan, Damon, Jeremy, Shane, Bonnie et Rebekah, se met en route pour une île où se trouve la tombe de Silas et le remède contre l'immortalité.
De son côté, Caroline reste à la maison des Gilbert, surveillant Klaus, furieux de la mort de son frère, enfermé dans le salon par un sort de Bonnie. Tyler vient narguer l'originel, lui promettant de le tuer après lui avoir fait prendre le remède, se vengeant ainsi du meurtre de sa mère. Sur l'île, ils discutent de leur désir de trouver le remède et de l'avenir qu'ils envisagent. Mais, durant la nuit, Jeremy est enlevé. Shane explique à Bonnie qu'elle peut utiliser l'« expression » pour lancer un sort de localisation et le retrouver. Damon suspecte tout de suite Shane de vouloir les doubler et décide de torturer ce dernier pour lui faire avouer sa traîtrise. Elena le surprend et libère Shane. Le couple a une discussion, se clôturant par le départ de Damon.
Pendant ce temps, le professeur s'enfuit en ayant pris soin de voler la pierre tombale de Silas. Stefan et Rebekah, rentrés au camp après avoir vainement recherché Jeremy sur l'île, ne peuvent que constater, avec Elena, que Shane est parti avec l’artefact.

### Épisode 14:Le Saut dans l'inconnu
- États-Unis /  Canada : 14 février 2013 sur The CW / CTV Two
- France : 4 octobre 2013 sur NT1[réf. souhaitée]
- Suisse : 10 octobre 2013 sur RTS Deux
- Québec : 31 mai 2015 sur V

- États-Unis : 2,31 millions de téléspectateurs[31] (première diffusion)
- France : 450 000 téléspectateurs[30] (première diffusion)

- Camille Guaty (Caitlin Shane)
- John Gabriel Rodriquez (Massak)

Damon est retenu prisonnier par Vaughn, l'un des cinq chasseurs en quête de la tombe de Silas pour le tuer. De leur côté, Elena, Stefan et Rebekah appellent Caroline : sans Jeremy, Bonnie et Shane pour leur indiquer la route à suivre, ils ont besoin de l'épée des Chasseurs pour pouvoir décrypter la carte du tatouage de Jeremy, que Bonnie avait prise en photo avant son enlèvement. Tyler met la main sur l'épée ; Caroline et lui se mettent en quête de déchiffrer le tatouage grâce aux photos qu'Elena leur a envoyé. Klaus leur révèle que les symboles sont en araméen, une langue morte, qu'il parle néanmoins. Le couple est ainsi obligé de lui demander de l'aide. Vaughn explique à Damon qu'il n'y a qu'une seule dose de remède contre l'immortalité. De son côté, Caroline appelle Rebekah pour lui faire le compte-rendu de leurs recherches et Klaus révèle à sa sœur que le remède n'est que pour une seule personne.
Pendant ce temps, Shane, qui a trouvé l'entrée de la tombe, canalise Bonnie pour qu'elle puisse lancer le sort qui lui permettra, à l'aide du tatouage de Jeremy, de l'ouvrir. Le sort provoque une chute de pierres, brisant la jambe du professeur. Bonnie et Jeremy le laissent sur place et pénètrent seuls dans le tombeau, malgré les supplications de Shane. Rebekah a pris la décision de doubler les autres, espérant mettre la main sur le remède avant eux. Elle brise la nuque de Stefan après lui avoir expliqué qu'il n'y a qu'une seule dose. Néanmoins, elle tombe nez à nez avec Vaughn, qui la neutralise à l'aide d'un explosif. Le chasseur descend dans la tombe sous les yeux de Damon, ligoté. Elena et Stefan arrivent peu de temps après. Stefan, qui a informé Elena, lui demande de passer devant pendant qu'il libère son frère. Bonnie et Jeremy sont les premiers à atteindre Silas, suivis de près par Vaughn, qui poignarde Bonnie. Il s'ensuit un combat entre les deux chasseurs. Mais Vaughn prend le dessus sur Jeremy et le met à terre, comptant bien utiliser le remède pour rendre Silas mortel et le tuer. Elena surgit finalement dans le dos du chasseur et l'assomme, aidant ensuite son frère à se relever.

### Épisode 15:Dure Réalité
- États-Unis /  Canada : 21 février 2013 sur The CW / CTV Two
- France : 4 octobre 2013 sur NT1[réf. souhaitée]
- Suisse : 17 octobre 2013 sur RTS Deux
- Québec : 7 juin 2015 sur V

- États-Unis : 2,91 millions de téléspectateurs[32] (première diffusion)
- France : 450 000 téléspectateurs[30] (première diffusion)

- Torrey DeVitto (Dr Meredith Fell)

Jeremy est mort. Bonnie a disparu. Katherine a volé le remède. Silas est réveillé et personne ne connaît son visage.
Elena et Stefan ramènent le corps de Jeremy à Mystic Falls. Celle-ci refuse de croire que son frère est mort et reste à ses côtés le temps que la bague des Gilbert le ressuscite. Malheureusement, Damon et Stefan se rendent à l'évidence : la magie ne fonctionnera pas sur Jeremy, devenu un être surnaturel le jour où il devint le successeur de Connor au sein des cinq. Damon utilise le lien pour faire taire ses sentiments, expliquant à Stefan que l'amour qu'elle a pour lui ne suffira pas à l'aider à surmonter sa peine. Cette terrible perte a néanmoins un effet positif devant la tristesse d'Elena.

### Épisode 16:Croquer la vie
- États-Unis /  Canada : 14 mars 2013 sur The CW / CTV Two
- France : 11 octobre 2013 sur NT1[réf. souhaitée]
- Suisse : 17 octobre 2013 sur RTS Deux
- Québec : 14 juin 2015 sur V

- États-Unis : 2,41 millions de téléspectateurs[33] (première diffusion)
- France : 368 000 téléspectateurs[34] (première diffusion)

- Marguerite MacIntyre (Shérif Elizabeth Forbes)
- Aaron Jay Rome (Will)
- Katie Garfield (la jeune fille blonde)

Depuis l'envoûtement de Damon, Elena a perdu toute humanité. Stefan et Caroline tentent de la ramener à sa vie d'avant mais Elena ne l'entend pas de cette oreille. Elle profite d'une compétition de cheerleading au lycée pour se nourrir sur ses concurrentes et en vient aux mains avec Caroline lorsque cette dernière lui reproche sa soudaine violence.

### Épisode 17:Nuits noires à New York
- États-Unis /  Canada : 21 mars 2013 sur The CW / CTV Two
- France : 11 octobre 2013 sur NT1[réf. souhaitée]
- Suisse : 24 octobre 2013 sur RTS Deux
- Québec : 21 juin 2015 sur V

- États-Unis : 2,65 millions de téléspectateurs[35] (première diffusion)
- France : 400 000 téléspectateurs[34] (première diffusion)

- Cynthia Addai-Robinson (Aja)
- Aaron Jay Rome (Will)
- Holly Lynch (la fille des années 70)

Damon pense qu’il est nécessaire pour Elena de s’éloigner de Mystic Falls et l’emmène dans la ville où il a vécu dans les années 1970 : New York.
Mais le jeune couple ne sera pas le seul à faire le voyage, puisque Rebekah se joindra à eux. La jolie blonde passera un peu de temps avec Elena et sera surprise par le véritable plan de cette dernière.

### Épisode 18:L'histoire se répète
- États-Unis /  Canada : 28 mars 2013 sur The CW / CTV Two
- France : 18 octobre 2013 sur NT1[réf. souhaitée]
- Suisse : 24 octobre 2013 sur RTS Deux
- Québec : 28 juin 2015 sur V

- États-Unis : 2,46 millions de téléspectateurs[36] (première diffusion)
- France : 421 000 téléspectateurs[37] (première diffusion)

- Emily Morris (Lanie)
- Samantha Kacho (la serveuse)
- Mackenzie Britt (Elena Double)

Elena et Rebekah s’allient pour aller à la recherche de Katherine jusque dans une petite ville de Pennsylvanie. Elena fait alors une surprenante rencontre : Elijah.

### Épisode 19:La Reine du bal
- États-Unis /  Canada : 18 avril 2013 sur The CW / CTV Two
- France : 18 octobre 2013 sur NT1[réf. souhaitée]
- Suisse : 31 octobre 2013 sur RTS Deux
- Québec : 5 juillet 2015 sur V

- États-Unis : 2,14 millions de téléspectateurs[38] (première diffusion)
- France : 450 000 téléspectateurs[37] (première diffusion)

- Scott Parks (Silas)

Les originaux sont en pleine discorde. En effet, Elijah, qui aimait Katherine, a pris une décision qui a mis Klaus hors de lui. Cela pourrait être pour le bien de sa petite sœur Rebekah puisque le plus noble des originaux va lui proposer un challenge qui pourrait changer le reste de sa vie.
Par ailleurs, Caroline se rend compte que tous ses plans pour que le bal de promo des Seniors soit parfait tombent à l'eau à cause d'Elena. Désespérée, la jeune femme se tourne vers Klaus pour trouver une solution. Ce dernier semble s'amuser de la situation.
Quant à Stefan et Damon, ils sont tous les deux déterminés à faire entendre raison à Elena et se rendent au bal. Malheureusement, les choses dégénèrent et malgré tous leurs efforts, les frères Salvatore ne peuvent rien faire. Lorsqu'Elena agit d'une façon complètement inattendue, Matt se tourne vers Rebekah pour obtenir son aide.
Enfin, Bonnie fait une découverte terrifiante.
- Cet épisode réalise la plus mauvaise audience historique de la série[38].

### Épisode 20:Le Retour du roi
- États-Unis /  Canada : 25 avril 2013 sur The CW / CTV Two
- France : 25 octobre 2013 sur NT1[réf. souhaitée]
- Suisse : 31 octobre 2013 sur RTS Deux
- Québec : 12 juillet 2015 sur V

- États-Unis : 2,24 millions de téléspectateurs[39] (première diffusion)
- France : 509 000 téléspectateurs[40] (première diffusion)

- Charles Michael Davis (Marcel)
- Daniella Pineda (Sophie)
- Leah Pipes (Camille)
- Callard Harris (Thierry)
- Eka Darville (Diego)
- Malaya Rivera Drew (Jane-Anne Deveraux)

Averti qu’un complot se dresse contre lui à la Nouvelle-Orléans, Klaus se rend dans la ville dont il a jadis participé à la construction avec ses frères et sœurs. Ses interrogations le mèneront jusqu'à l’un de ses anciens protégés, Marcel, vampire charismatique qui dispose d’un contrôle total sur les humains et habitants surnaturels de la Nouvelle-Orléans. Déterminé à aider son frère à se racheter, Elijah suit Klaus et découvre que Hayley les a suivis à la recherche d’indices concernant son histoire familiale. La jeune femme tombe alors dans les mains d’une sorcière nommée Sophie.
À Mystic Falls, Damon et Stefan ne perdent pas espoir et persistent à vouloir aider Elena.
- Cet épisode est un backdoor pilot pour une nouvelle série dérivée portant le même nom[41] diffusée depuis l'automne 2013.

### Épisode 21:La Guerre des émotions
- États-Unis /  Canada : 2 mai 2013 sur The CW / CTV Two
- France : 25 octobre 2013 sur NT1[réf. souhaitée]
- Suisse : 7 novembre 2013 sur RTS Deux
- Québec : 19 juillet 2015 sur V

- États-Unis : 2,17 millions de téléspectateurs[42] (première diffusion)
- France : 500 000 téléspectateurs[40] (première diffusion)

- Marguerite MacIntyre (Shérif Elizabeth Forbes)
- Scott Parks (Silas)
- Mackenzie Britt (doublure d'Elena)

Stefan et Damon tentent une tactique radicale et plutôt brutale pour forcer Elena à retrouver son humanité. Leur plan n’ayant aucun effet sur Elena, les frères Salvatore vont alors demander l’aide de Katherine.
De son côté, Rebekah semble toujours déterminée à devenir humaine et Matt va lui donner des conseils sur ses choix de vie. Rebekah fait alors tout pour l’aider à son tour.

### Épisode 22:Lever le voile
- États-Unis /  Canada : 9 mai 2013 sur The CW / CTV Two
- France : 1er novembre 2013 sur NT1[réf. souhaitée]
- Suisse : 7 novembre 2013 sur RTS Deux
- Québec : 26 juillet 2015 sur V

- États-Unis : 2,28 millions de téléspectateurs[43] (première diffusion)
- France : 526 000 téléspectateurs[44] (première diffusion)

- Marguerite MacIntyre (Shérif Elizabeth Forbes)
- Scott Parks (Silas)
- Paul Telfer (Alexander)
- Mackenzie Britt (le double d'Elena)

Alors que la cérémonie de remise des diplômes approche, Caroline tente de divertir Elena en lui confiant des tâches simples comme envoyer les annonces, mais Elena ne sera pas distraite de sa nouvelle obsession pour autant.
Toujours en train de tenter de forcer Katherine à l’aider, Bonnie refuse d’abandonner son plan afin de vaincre Silas.

### Épisode 23:Ici ou Ailleurs
- États-Unis /  Canada : 16 mai 2013 sur The CW[45] / CTV Two
- France : 1er novembre 2013 sur NT1[réf. souhaitée]
- Suisse : 14 novembre 2013 sur RTS Deux
- Québec : 2 août 2015 sur V

- États-Unis : 2,24 millions de téléspectateurs[46] (première diffusion)
- France : 526 000 téléspectateurs[44] (première diffusion)

- Paul Telfer (Alexander)
- Cynthia Addai-Robinson (Aja)
- Micah Parker (Adrian)

Le jour de la remise des diplômes, la ville de Mystic Falls se voit envahie par des fantômes désireux de régler de vieilles histoires. Après une rencontre avec l’un d’eux, la vie de Damon sera mise en danger, alors que Matt et Rebekah unissent leurs forces afin de combattre un fantôme déterminé à trouver le remède.
Alors que tout le monde se réunit pour la cérémonie, les fantômes affluent et un héros improbable apportera son aide.
Elena prend une décision et assume enfin ses sentiments concernant les frères Salvatore. Elle aura droit à une confrontation avec Katherine, à qui elle fera avaler le remède.
Bonnie cache toujours son décès à ses amis ; seul Jeremy est au courant. Lorsque le voile qui sépare l'au-delà du monde des vivants se referme, le fantôme de Bonnie déclare à Jeremy qu'ils pourront toujours communiquer car celui-ci peut voir et parler aux morts. Elle rejoint ensuite sa grand-mère de l'autre côté et le voile se referme.